# Studnia w Dziurawem
Studnia w Dziurawem – jaskinia w zboczach Dziurawego w Dolinie Miętusiej w Tatrach Zachodnich. Wejście do niej znajduje się w górnej części  Dziurawego, poniżej Dziurawej Baszty, na wysokości 1543 metrów n.p.m. Długość jaskini wynosi 30 metrów, a jej deniwelacja również 30 metrów.

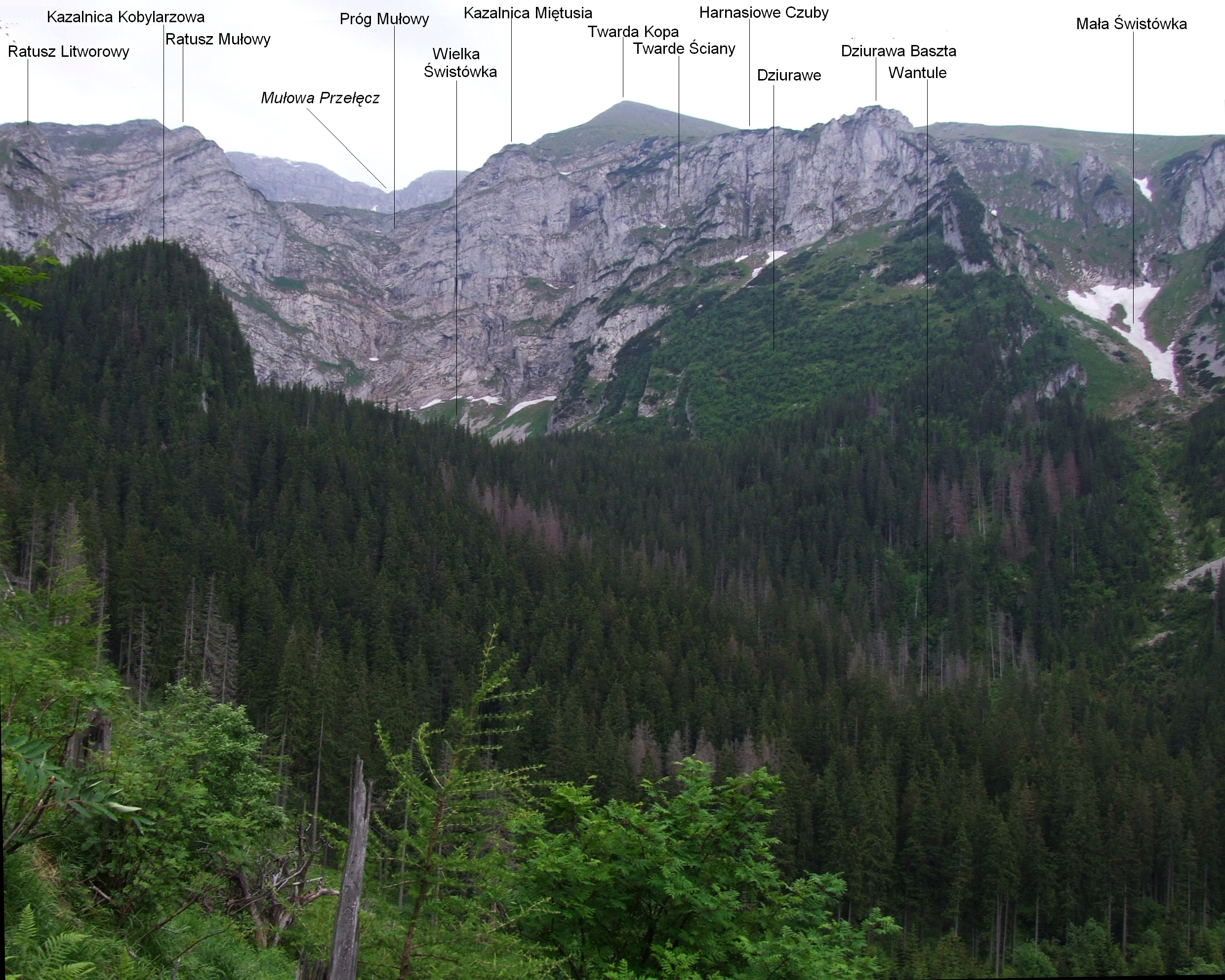
Dolina Miętusia. Po prawej Dziurawa Baszta

## Opis jaskini
Jaskinię tworzy 30-metrowa studnia w kształcie dzwonu. Na samej jej górze znajduje się owalny otwór wejściowy. Dno studni pokrywa gruba warstwa śniegu i lodu. Gdy śniegu jest stosunkowo niewiele można szczeliną brzeżną zejść do najniższego punktu jaskini.
W ścianie studni znajduje się wejście do wąskiej, prawdopodobnie 8-metrowej szczeliny, która dalej rozszerza się tworząc jakby równoległe studnie (nie są zbadane).
Przez cały rok w jaskini zalega śnieg i lód. Nie ma w niej nacieków. Mchy i porosty rosną w górnej części studni. 

## Historia odkryć
Otwór jaskini był znany od dawna. W 1923 roku w studni byli bracia Stefan Zwoliński i Tadeusz Zwoliński.
Pierwszy plan i opis jaskini sporządził M. Rutkowski w 1972 roku. Studnia miała wtedy 22 metry głębokości. Obecnie jej głębokość jest większa, gdyż grubość warstwy śniegu i lodu na jej dnie zmniejszyła się o 8 metrów.